# 是川銀蔵
是川 銀蔵（これかわ ぎんぞう、 1897年（明治30年）7月28日 - 1992年（平成4年）9月12日）は、日本の事業家、投資家、相場師、慈善家。最後の相場師と呼ばれた。

## 略歴
現在の兵庫県赤穂市で貧しい漁師の七人兄弟の末っ子、小山銀蔵として生まれる。小山の家は赤穂では有名な旧家であったが、明治維新で没落した。一家は3歳の時に神戸へ転居し、尋常小学校を卒業した後、14歳で貿易商の好本商会の丁稚となる。1914年に好本商会が倒産すると、ロンドンを目指し出国するが、中継地の中国の大連に着いたときに第一次世界大戦が勃発した。日本軍が山東半島の龍口に上陸したため、軍との商売を目指して龍口へ移った。軍が青島へ向かうと徒歩で追いかけた。途中で金がなくなり生死を彷徨いながらも軍の出入り商人となり、貿易会社小山洋行を設立した。食料品や桐を扱って利益を上げたが、軍の高官に対して饗応を行った為、1915年に贈賄容疑で憲兵に逮捕されたが、未成年であったこと等を理由に無罪となり、日本へ帰国した。
約半年後、再び青島へ渡り、現地の通貨である一厘銭を両替し、金属資源として売却する商売を始める。一厘銭は亜鉛・銅・鉛の合金であり、戦争による金属資源の高騰から2倍以上の価値で売れたため、大きな利益を上げた。しかし、1916年に孫文を支援する日本軍に貸した3万円が返済されなかったことと、12月にドイツからの講和の打診により相場下落の影響で倒産した。
日本に戻り姉婿の縁で龍野市で貝ボタンの工場を経営していたが、自由に活動するために工場を兄に譲り1919年に大阪へ移った。伸鉄工場を作り、亜鉛メッキ工場を買収して大阪伸鉄亜鉛メッキ株式会社を作り、260人の従業員を雇用するようになった。1923年に関東大震災の一報を受けるとバラックの需要を見越してトタン板と釘を買占め、巨利を得た。この取引で得た利益は他人の不幸によるものとして、半分を大阪府へ寄付した。
1927年に昭和金融恐慌が発生し、預金していた銀行が破綻したことなどから倒産してしまった。債権者達は理解があり、事業の継続を支持したが是川は経営を債権者に任せて引退した。恐慌を経験したことから資本主義に対して懐疑的になり、3年間図書館に通い詰めて世界情勢、投資理論を独学した。その上で恐慌は景気循環によって生じる予測可能な変動であるとして資本主義の仕組みは衰退しないと判断した。
1931年、34歳で70円を元手に大阪株式取引所で株式投資を始め、年末までに7000円に増やした。1933年に大阪堂島で「昭和経済研究所」（後の是川経済研究所）を設立し、研究と指導を行った。商品先物を扱う大阪三品取引所では1935年に綿の世界的凶作を見越して綿を買い、売りに回った昭和綿花株式会社の駒村資平と仕手戦を数ヶ月続けた。買い方が優勢で約300万円の利益があったが、解け合いを断った後に相場が反転し、逆に1万数千円の損失を受けた。
各国の経済動向の調査から、アメリカ、イギリス、ソ連が水面下で極東に向けた軍拡を行っていることを予測し、軍・財界・マスコミへ警告を行った。当時は米英との親善外交が主流であり憲兵隊などから取調べを受けたが、企画院の沼田多稼蔵の理解を得て陸軍へ進言するようになった。1938年に朝鮮半島東部・江原道 三陟郡に是川鉱業を設立。これを短期間で軌道に乗せた後、1943年には是川製鉄株式会社を設立させ従業員1万人を雇用する朝鮮有数の大企業となった。朝鮮総督だった小磯國昭との知遇から、1944年の小磯内閣誕生の際には入閣要請を受けたが、断った。戦後、国策会社のオーナーであるため、新生朝鮮の警察に逮捕されてしまう。処刑を覚悟するが、朝鮮人を平等に扱っていたことから、嘆願運動に発展し、釈放される。
戦後は1960年に大阪府の泉北ニュータウン開発でも土地投機を行い3億円を得て、株式相場への復帰資金を攫む。
相場師として市場で話題となったのは、すでに晩年となった昭和50年代に入ってからで1976年の日本セメント、1979年の同和鉱業、1982年の不二家、1983年の丸善石油、平和不動産の株買い占め、仕手戦で名前が知られた。最も良く知られたものは1981年から1982年にかけての住友金属鉱山の仕手戦であった。

### 住友鉱山株買い占め
1981年9月に金属鉱業事業団（現独立行政法人石油天然ガス・金属鉱物資源機構）が鹿児島県の菱刈鉱山で金鉱脈を発見したと発表した。是川は朝鮮で鉱業を営んでいた時の経験に基づき、いち早くこれに注目し現地視察を行ったうえ、住友金属鉱山株の買い占めを行う。買い占め前の8月の安値203円から仕手戦の様相となり翌年3月に大暴落の後、是川がもつ隣接鉱区を住友金属鉱山が買取、金鉱開発に着手すると発表した後に4月の高値1230円まで高騰した。是川は約1500万株（本人の談話では名義書換を行ったのは1400万株）を買い占め200億円の巨利を得たとされる。1982年3月末には住友金属鉱山を720万株を保有し第7位株主となっている。（他に所有する法人名義で約650万株）1983年に発表された高額納税者番付では申告額28億9090万円で全国1位となった。

## 人物
最後の相場師と言われたが、本人は“実践派エコノミスト”と自任していたという。生活は質素であり、若い頃に育った大阪市に多額の寄付を行うなど社会福祉事業にも力を入れ、1979年には私財14億円を拠出し是川奨学財団（交通遺児等奨学金：大阪府）を設立した。
最晩年の1991年には所得税6億8000万円を滞納したため、自伝『波乱を生きる』の印税を大阪国税局に差し押さえられたと報道されるなど、自伝にあるとおり「株の利益は一銭も残っていない」とされる。
小学校の恩師、佐々井一晁が衆議院議員になり、その縁で小磯朝鮮総督と知遇を得た。
是川正顕は、京都大学を卒業し国際的に活躍する地学者であり、フランクフルト大学で初の外国人教授に就任した。しかし喉頭癌に冒され、療養の為に帰国した。その影響で是川は癌の特効薬を開発している林原生物化学研究所（現・ナガセヴィータ）を調査し、薬の販売権を持つ持田製薬の相場に買い方として参加したが、下落すると大きな損失を出した。正顕は1985年に57歳で病死した。弟子筋に福井壽夫、原田多加司、田村敬士など。
酒は飲まず、女遊びも一切しない。

## 著作
- 是川銀蔵『波乱を生きる 相場に賭けた六十年』講談社、1991年。ISBN 4-06-204047-6。
  - 是川銀蔵『相場師一代』小学館文庫、1999年。ISBN 4-09-403471-4。 『波乱を生きる』の文庫版

## 評伝
- 中村光行『希代の相場師　是川銀蔵』KKベストブック、昭和57年10月30日初版発行。
- 木下厚『是川銀蔵の戦い　証券史上に残る稀代の勝負師一代記』　世界文化社　1989年9月　ISBN 4-418-89607-4
- 木下厚『是川銀蔵の株必勝法　“株の神様"の知恵を盗め!』（ムックの本）   ロングセラーズ　1990年6月  ISBN 4-8454-0313-7
- 木下厚『最後の相場師 是川銀蔵』彩図社、2011年。ISBN 978-4-88392-790-6。 生前親交のあったジャーナリストの作品。

## 是川銀蔵をモチーフとした作品
- 津本陽『最後の相場師』

（角川文庫、1988年） ISBN 4-04-171301-3
（角川文庫、2007年新装版） ISBN 978-4-04-171334-1